# آرت كارني
آرت كارني (بالإنجليزية: Art Carney) (مواليد 4 نوفمبر 1918 - الوفاة 9 نوفمبر 2003) هو ممثل أمريكي بدأ مسيرته الفنية عام 1941. كما أنه من الفائزين بجوائز الأوسكار وجائزة إيمي وجائزة غولدن غلوب. حاز علي جائزة اوسكار عن دوره في فيلم هاري وتونتو.

## الأعمال

### أفلام
- هاري وتونتو
- لاست أكشن هيرو

## الترشيحات والجوائز
| السنة | الحدث          | الفئة           | النتيجة |
| ----- | -------------- | --------------- | ------- |
| 1975  | جائزة الأوسكار | أفضل ممثل رئيسي | فوز     |

## روابط خارجية
- آرت كارني على موقع IMDb (الإنجليزية)
- آرت كارني على موقع روتن توميتوز (الإنجليزية)
- آرت كارني على موقع ألو سيني (الفرنسية)
- آرت كارني على موقع ميوزك برينز (الإنجليزية)
- آرت كارني على موقع تيرنر كلاسيك موفيز (الإنجليزية)
- آرت كارني على موقع أول موفي (الإنجليزية)
- آرت كارني على موقع قاعدة بيانات برودواي على الإنترنت (الإنجليزية)
- آرت كارني على موقع قاعدة بيانات الأفلام السويدية (السويدية)
- آرت كارني على موقع إن إن دي بي (الإنجليزية)
- آرت كارني على موقع ديسكوغز (الإنجليزية)